# Timbuka
Timbuka là một chi nhện trong họ Anyphaenidae.